# Tim McGraw
Samuel Timothy McGraw (* 1. května 1967) je americký country zpěvák a herec.

## Kariéra

### Hudba
Vydal 16 studiových alb. Deset z nich se dostalo na první místo žebříčku Top Country Albums, přičemž jeho průlomové album Not a Moment Too Soon z roku 1994 se stalo nejlepším country albem roku.
Mezi jeho nejznámější písně patří „It's Your Love“, „Just to See You Smile“ a „Live Like You Were Dying“. Získal tři ceny Grammy, 14 cen Akademie country hudby, 11 cen Country Music Association (CMA), 10 cen American Music Awards a tři ceny People's Choice Awards. Jeho turné Soul2Soul II Tour, které uskutečnil ve spolupráci se svou manželkou Faith Hill, je jedním z nejvýdělečnějších turné v historii country hudby a jedním z pěti nejvýdělečnějších mezi všemi hudebními žánry. Celosvětově prodal více než 80 milionů desek, což z něj činí jednoho z nejprodávanějších hudebních umělců všech dob.

### Herectví
Věnuje se i herectví a zahrál si vedlejší role ve filmech Zrození šampióna, Světla páteční noci, Království, Země zítřka, Čtvery vánoce, Chatrč, ve dvou epizodách amerického seriálu Yellowstone a hlavní role ve filmech Flicka (2006), Síla country (2010) a 1883 (2021).

## Osobní život
Byl menšinovým vlastníkem týmu Nashville Kats v Arena Football League. Má pilotskou licenci a vlastní malé letadlo. Patří do Demokratické strany a neúspěšně kandidoval na guvernéra Tennessee.
Od roku 1996 je ženatý se zpěvačkou Faith Hillovou. Mají spolu tři dcery. Je nejstarším synem bývalého nadhazovače MLB Tuga McGrawa.

## Diskografie

### Studiová alba
- Tim McGraw (1993)
- Not a Moment Too Soon (1994)
- All I Want (1995)
- Everywhere (1997)
- A Place in the Sun (1999)
- Set This Circus Down (2001)
- Tim McGraw and the Dancehall Doctors (2002)
- Live Like You Were Dying (2004)
- Let It Go (2007)
- Southern Voice (2009)
- Emotional Traffic (2012)
- Two Lanes of Freedom (2013)
- Sundown Heaven Town (2014)
- Damn Country Music (2015)
- The Rest of Our Life (with Faith Hill) (2017)
- Here on Earth (2020)
- Standing Room Only (2023)

## Filmografie
| Filmy | Filmy               | Filmy                |
| Rok   | Název               | Role                 |
| ----- | ------------------- | -------------------- |
| 2004  | Black Cloud         | Sheriff Cliff Powers |
| 2004  | Světla páteční noci | Charles Billingsley  |
| 2006  | Flicka              | Rob McLaughlin       |
| 2007  | Království          | Aaron Jackson        |
| 2008  | Čtvery vánoce       | Dallas McVie         |
| 2009  | Zrození šampióna    | Sean Tuohy           |
| 2010  | Dirty Girl          | Danny Briggs         |
| 2010  | Síla country        | James Canter         |
| 2015  | Země zítřka         | Eddie Newton         |
| 2017  | Chatrč              | Willie               |